# Беттеркинден
Беттеркинден (нем. Bätterkinden) — коммуна в Швейцарии, в кантоне Берн.
До 2009 года входила в состав округа Фраубруннен, с 2010 года — в округ Эмменталь. Население составляет 2850 человек (на 31 декабря 2006 года). Официальный код — 0533.
В Беттеркиндене в 1522 году родился реформатский христианский богослов, теолог, ботаник, педагог, географ XVI века Бенедикт Ареций.